# Victoriano Fernández Martínez
Victoriano Fernández Martínez (València, 7 de juliol de 1973 - Massalfassar, 12 de novembre de 2012) va ser un ciclista valencià, professional del 1999 fins al 2006.
El 2012 va ser trobat mort al seu domicili.

## Palmarès
- 2003
  - Vencedor d'una etapa a la Volta a Portugal

### Resultats a la Volta a Espanya
- 2001. 47è de la classificació general
- 2002. 128è de la classificació general